# Ashford, New South Wales
Ashford är en stad (town) i Inverell Shire i New South Wales i Australien. Folkmängden uppgick till 885 år 2011.

### Befolkningsutvecklingskällor
- Australian Bureau of Statistics. ”2006 Census QuickStats : Ashford (State Suburb)” (på engelska). https://www.abs.gov.au/census/find-census-data/quickstats/2006/SSC16099. Läst 11 maj 2012.
- Australian Bureau of Statistics. ”2011 Census QuickStats: Ashford (NSW)” (på engelska). https://www.abs.gov.au/census/find-census-data/quickstats/2011/SSC10064. Läst 4 augusti 2012.